# Katarzyna Kryczało
Katarzyna Kryczało (25 dicembre 1984) è una schermitrice polacca, specialista del fioretto.

## Palmarès
In carriera ha conseguito i seguenti risultati:
- Campionati mondiali di scherma

2007 - San Pietroburgo: oro nel fioretto a squadre.
2010 - Parigi: argento nel fioretto a squadre.
- Universiadi

2011 - Shenzen: oro nel fioretto individuale.